# Saurauia portachuelensis
Saurauia portachuelensis är en tvåhjärtbladig växtart som beskrevs av Richard Evans Schultes. Saurauia portachuelensis ingår i släktet Saurauia och familjen Actinidiaceae. Inga underarter finns listade i Catalogue of Life.